# Steinkreis von Cappanaboul
Der Steinkreis von Cappanaboul liegt etwa südwestlich von Kealkill, östlich von Ballylickey, oberhalb des Cappanaboul Lough (See) im Townland Cappanaboul (irisch Ceapach na bPoll, deutsch „Ackerland der Löcher“) im County Cork in Irland. Es wird auch nach dem benachbarten Townland Brinny More oder Breeny More, Na Bruíne Móra, benannt.
Der leicht ovale Kreis hat einen Durchmesser von 10,2 auf 9,3 Metern. Es ist ein gut erhaltener multipler Steinkreis. Der Archäologe Seán Ó Nualláin nennt die irische Gruppe der multiplen Kreise axiale Steinkreise (Axial stone circles – ASC).
Von dem ursprünglich aus 13 Steinen bestehenden axialen Kreis, sind nur mehr neun vorhanden. Der axiale Stein und ein Portalstein gehören zu den fehlenden, die es schwierig machen, die Ausrichtung zu erkennen.